# Thiago Rocha Pitta
Thiago Rocha Pitta (Tiradentes, 11 de julho de 1980) é um artista multimídia brasileiro. Radicado na cidade de São Paulo, já expôs suas obras na Bienal do Mercosul, no Museu de Arte Moderna de Nova York, na Bienal Internacional de São Paulo e no Museu de Arte da Pampulha. Em 2004, recebeu o prêmio CNI-Sesi Marcantonio Vilaça e, em 2009, o Open Your Mind Award, na Suíça.